# Kańczuga
Kańczuga è un comune urbano-rurale polacco del distretto di Przeworsk, nel voivodato della Precarpazia.
Ricopre una superficie di 105,15 km² e nel 2004 contava 12 766 abitanti.